# Zhen Hua 10
Die Zhen Hua 10 war ein Schwergutfrachter, der ursprünglich als Öltanker gebaut wurde. Um die Containerbrücken des Unternehmens Shanghai Zhenhua Port Machinery ausliefern zu können, wurde er 2005 speziell zu deren Transport umgebaut.

## Strandung
Am 2. Februar 2008 lag die Zhen Hua 10 mit fünf Containerbrücken beladen vor Rotterdam auf Reede. In starkem Sturm brach der Anker, der Wind trieb das Schiff auf die Küste zu, wo es schließlich strandete. Aufgrund der starken Winde bestand die Gefahr, dass das Schiff kentern könnte.
Am Morgen des 3. Februar bekam Smit Salvage den Auftrag (Lloyd’s Open Form), das Schiff zu bergen. Ein Hubschrauber setzte zunächst ein Bergungsteam an Bord ab. Außerdem wurde der Ankerziehschlepper Janus der Reederei Harms Bergung angefordert. Ein erster Versuch, das gestrandete Schiff mit in der Nähe befindlichen Hafenschleppern freizuschleppen, scheiterte.
Nach Eintreffen der Janus am 4. Februar scheiterte ein weiterer Bergungsversuch, da sich eine Schlepptrosse in der Schraubenanlage des Schleppers verfing.
Während des Hochwassers in der Nacht vom 4. auf den 5. Februar gelang es dem Schlepper Janus zusammen mit drei Hafenschleppern (Smit Humber, RT Magic, Fairplay-21), die Zhen Hua 10 freizuschleppen. Wegen der windanfälligen Ladung und der nach wie vor anhaltend starken Winde musste der Schleppverband noch kurze Zeit warten, bis die beschädigte Zhen Hua 10 schließlich in den Rotterdamer Hafen geschleppt werden konnte.

## Verschrottung
Am 14. November 2017 wurde das Schiff in Gadani zum Abbruch gestrandet.